# MISS (雑誌)
『MISS』（ミス）は、世界文化社が1988年から2013年にかけて発売していた女性ファッション誌である。毎月28日に発売されていた。

## 概要
『家庭画報』を購読する高所得世帯の、品行方正な「働く今どきのお嬢さん」をターゲット読者として想定していた。対象年齢は主に30歳前後。トレンドも取り入れつつ、程よいコンサバ感を持ったファッションが特徴で、男性に媚びるわけでもなく、女性受けだけを狙っているというわけでもなく、誰からでも好感を持たれる女性をイメージした「おしゃコン」スタイルを提案した。メイクに関しても、今どきで好感度の高いおしゃれやイメージを提案した。
『miss家庭画報』とのタイトルで創刊され、初期は「お嬢様向け雑誌」として、『25ans』（婦人画報社=当時）などと人気を分け合ったが、発行部数が伸びず、一般OL向け雑誌に路線転換した。
2002年に『MISS』と改称。ライバル誌は『CLASSY.』（光文社）、『Oggi』（小学館）、『BAILA』（集英社）など。登場モデルもこれらの雑誌と共通の人物が多く見受けられる。2010年にはオフィシャル通販サイト「MISS Editor's SelectShop」をスタート。オープン当初、アクセスが集中してサーバーがダウンした。
2013年5月号（同3月28日発売）にてタイトルを『MISS plus+』と改め新装刊。新たなカバーキャラクターに水原希子・松島花・佐田真由美の3人が選出され、モード界の最新コレクション、ラグジュアリーブランドの社史などを紹介する連載がスタートしたほか、キャプション、クレジットなどの表記フォントも変更されたが、2014年2月号（2013年12月26日発売）を最後に休刊とされた。なお、増刊号の『MISS Wedding』の発売は休刊後も継続しており、休刊後は「家庭画報別冊」として扱われている。
なお、2013年10月には初期の『miss家庭画報』を購読した世代向けに姉妹誌として『GOLD』が創刊されている（毎月7日発売）。

### 読者について
巻末の連載記事を中心に登場した読者モデルは一般の20代から30代のOLが中心であったが、アパレルブランドのプロデューサー、サロン経営者、社長夫人など、高所得者も多数見受けられた。文化資本が高く、スキンケア、サロンの利用などにも積極的な読者が目立った。

### タイトル
1988年の創刊当初は『miss家庭画報』と称したが、休刊までに2度のタイトル変更がなされている。
- 1988-2001年 - miss家庭画報
- 2002-2013年 - MISS
- 2013年（新装刊から休刊まで） - MISS plus+

## 歴史
- 1988年 - 世界文化社より『家庭画報』の娘（お嬢様）に向けてのファッション誌として『miss家庭画報』として平成元年に創刊。
- 2002年 - 誌名から家庭画報をとりMISSとしてリニューアル。キーワードとしてエグゼリーナが登場。
- 2006年 - 4月号から表紙を旬の女優にして新装刊。特徴としてオードリー通勤が代表的な提案スタイル。
- 2007年 - オードリー通勤人気はとどまることなく、品可愛いというキーワードも登場。
- 2008年 - 5月号（3月28日発売）で創刊20周年を迎える。
- 2010年 - おしゃコン女性誌No.1
- 2013年 - 創刊25周年記念号にあたる5月号（3月28日発売）にて新装刊、タイトルをMISS plus+に再変更。このタイトルのままで12月休刊。

### キャッチフレーズ
誌面では独自のキャッチフレーズ・キーワードを複数用いていた。
- エグゼリーナ
- オードリー通勤 - 2010～12年にかけては使われる機会が減少したが、2013年の新装刊後はオードリー亜谷香の登場記事中心に復活した。
- 品可愛い（ひん・かわいい） - 「上品で可愛い」「品格のある可愛さ」
- おしゃコン - おしゃれでコンサバ

## モデル
対象年齢が同じ『BAILA』（集英社）、その他発売日・ターゲットが近い他社の雑誌と共通の登場モデルが多数であった。
表紙
- 水原希子
- 松島花
- 佐田真由美
- 藤原紀香 - 2000年に1年間表紙を務めた。

連載・特集その他の記事
- RINA - 2008年7月号（同年5月28日発売）から2011年12月号（同年10月28日発売）までは全号、2012年2月-2013年4月号ではケリーと交代で表紙を飾った。
- ヨンア
- 絵美里
- 高松リナ
- オードリー亜谷香
- ALEXA
- 黒田エイミ
- 市川紗椰
- LIZA

### 過去の登場モデル
- 田波涼子
- 橋本優子
- 小泉里子
- 田中マヤ
- 安藤睦
- 長澤瞳
- 塚本理絵
- 鈴木えみ
- ケリー - 2012年1月号（2011年11月28日発売）から2013年3月号（同年1月28日発売）。
- 石井美絵子
- 橋本麗香
- 未希
- 生方ななえ
- ブレンダ
- 理衣
- 久保田友紀
- 美香
- 菅原沙樹
- 相沢紗世

## 表紙
- 2006年

| 号     | 表紙モデル                    |
| ------ | ----------------------------- |
| 4月号  | 栗山千明                      |
| 5月号  | 橋本麗香 理衣 未希 生方ななえ |
| 6月号  | 片瀬那奈                      |
| 7月号  | 高橋マリ子                    |
| 8月号  | 米倉涼子                      |
| 9月号  | 篠原涼子                      |
| 10月号 | 伊東美咲                      |
| 11月号 | 長谷川京子                    |
| 12月号 | 橋本麗香 理衣 美香 高垣麗子   |

- 2007年

| 号     | 表紙モデル |
| ------ | ---------- |
| 1月号  | 篠原涼子   |
| 2月号  | 長谷川京子 |
| 3月号  | 米倉涼子   |
| 4月号  | 山田優     |
| 5月号  | 菅野美穂   |
| 6月号  | 栗山千明   |
| 7月号  | 長谷川京子 |
| 8月号  | 米倉涼子   |
| 9月号  | 深津絵里   |
| 10月号 | 伊東美咲   |
| 11月号 | 菅野美穂   |
| 12月号 | 篠原涼子   |

- 2008年

| 号    | 表紙モデル |
| ----- | ---------- |
| 1月号 | 長谷川京子 |
| 2月号 | 米倉涼子   |
| 3月号 | 仲間由紀恵 |
| 4月号 | 伊東美咲   |
| 5月号 | 篠原涼子   |
| 6月号 | 長谷川京子 |
| 7月号 | RINA       |

## その他
- 喫煙を推奨せず、タバコの広告出稿、記事内でのタバコの使用は一貫して行われなかった。